# Кульмбах
Кульмбах (нім. Kulmbach) — місто в Німеччині, розташоване в землі Баварія. Підпорядковується адміністративному округу Верхня Франконія. Адміністративний центр району Кульмбах.
Площа — 92,77 км2. Населення становить 25 781 ос. (станом на 31 грудня 2020).
Місто відоме кампусом наук про життя, 7-м факультетом університету Байройта, який є частиною Баварської програми високих технологій, місцевою пивоварнею, фортецею Плассенбург в якій, серед іншого, знаходиться Німецький  музей олов’яних фігур, найбільша колекція олов'яних фігурок у світі, а також завдяки смаженим сосискам, що виробляються  у Кульмбаху.

## Галерея

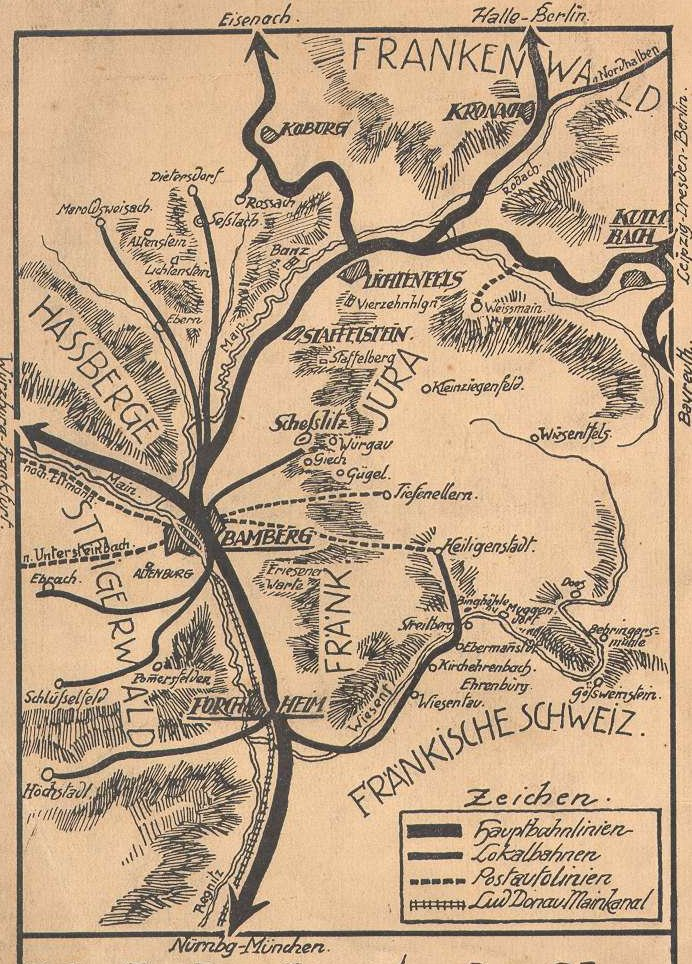
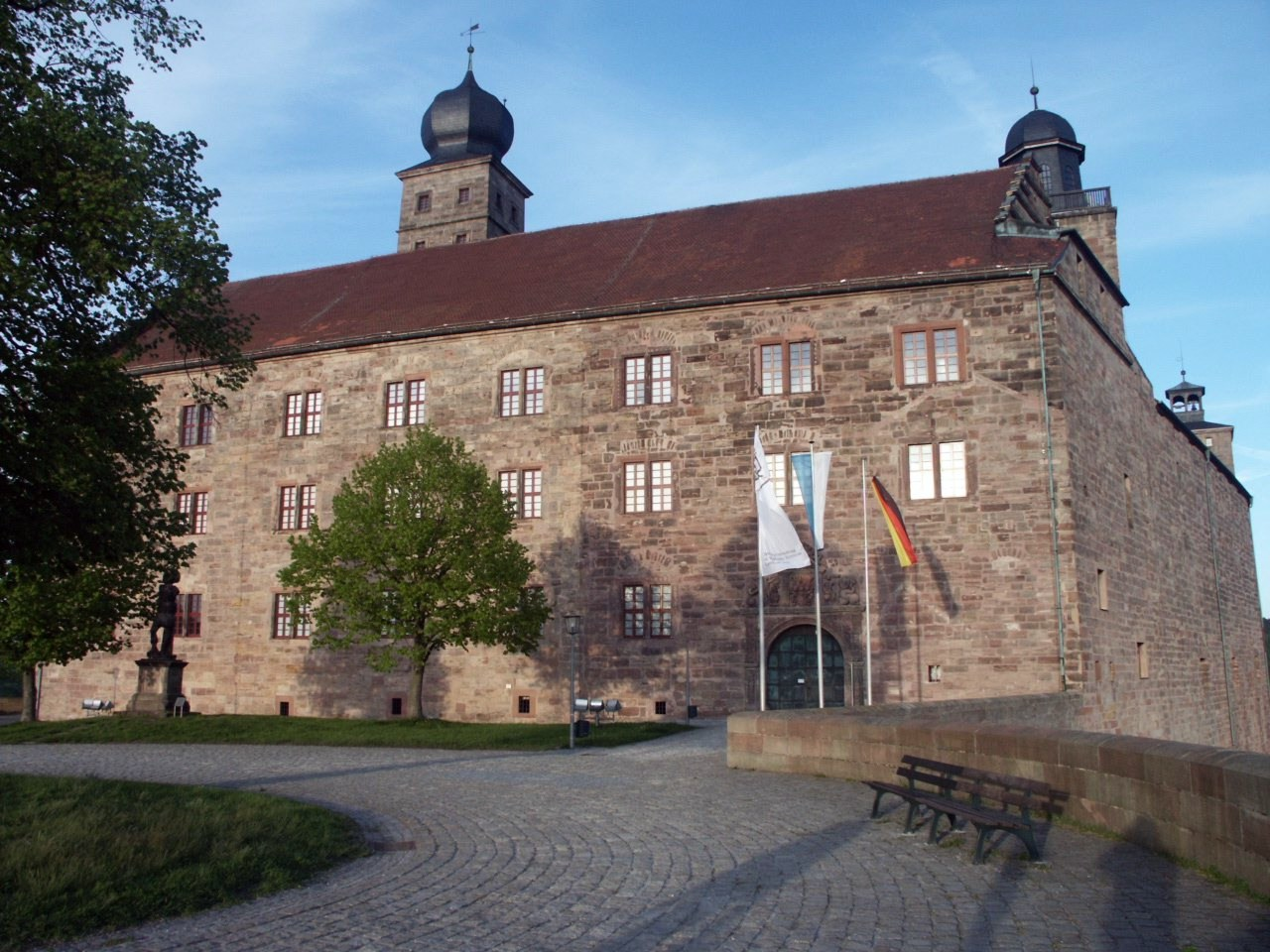
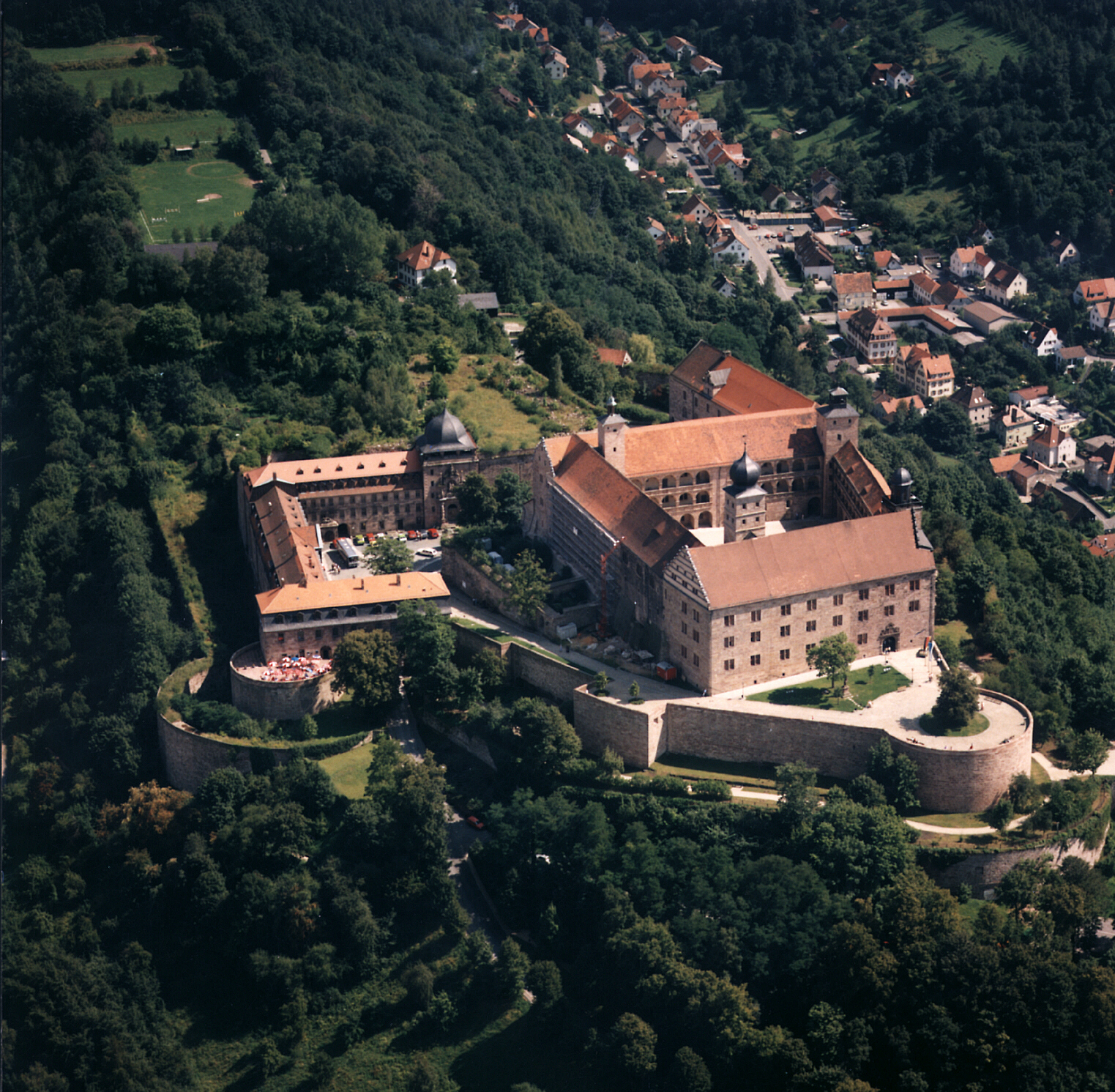
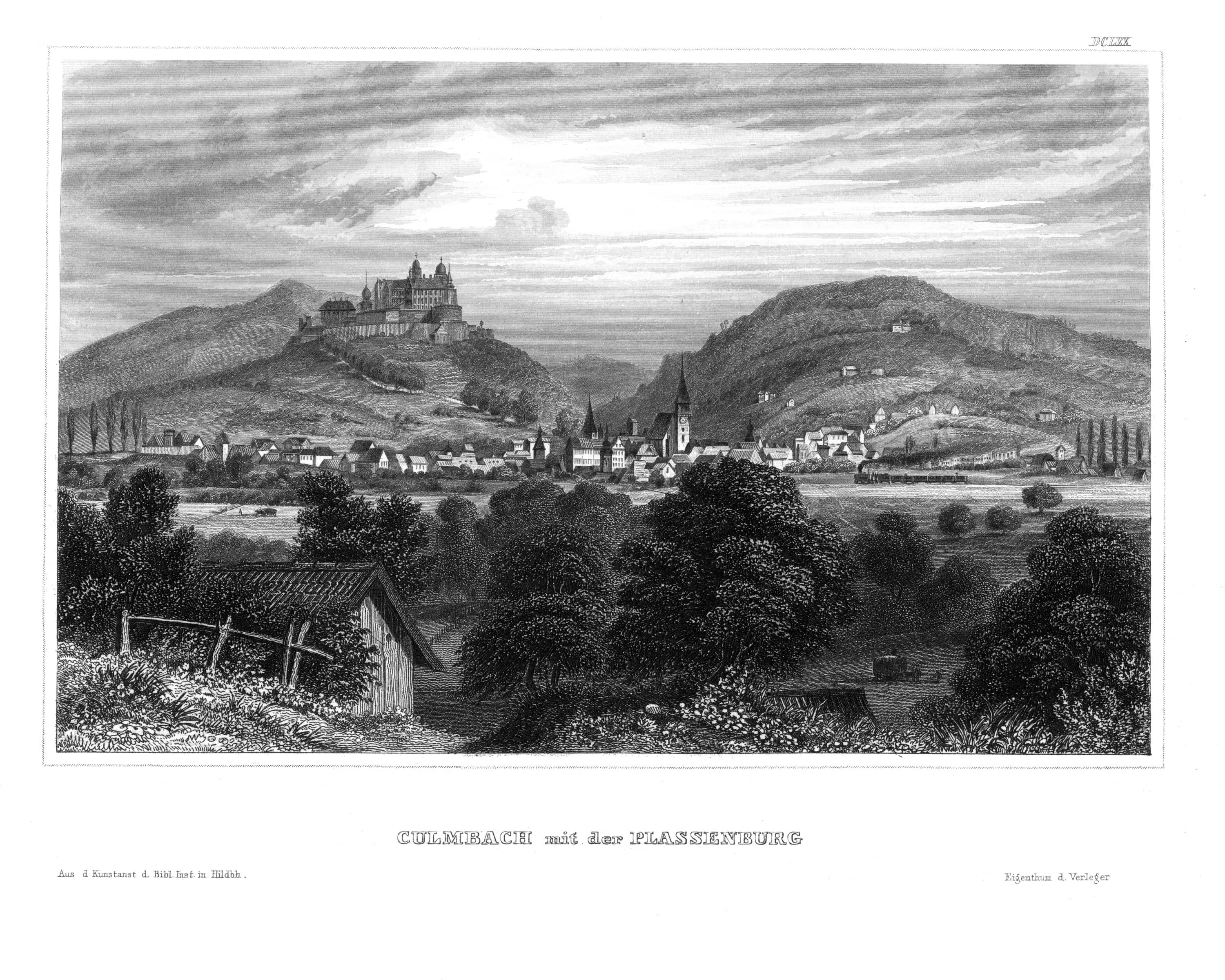
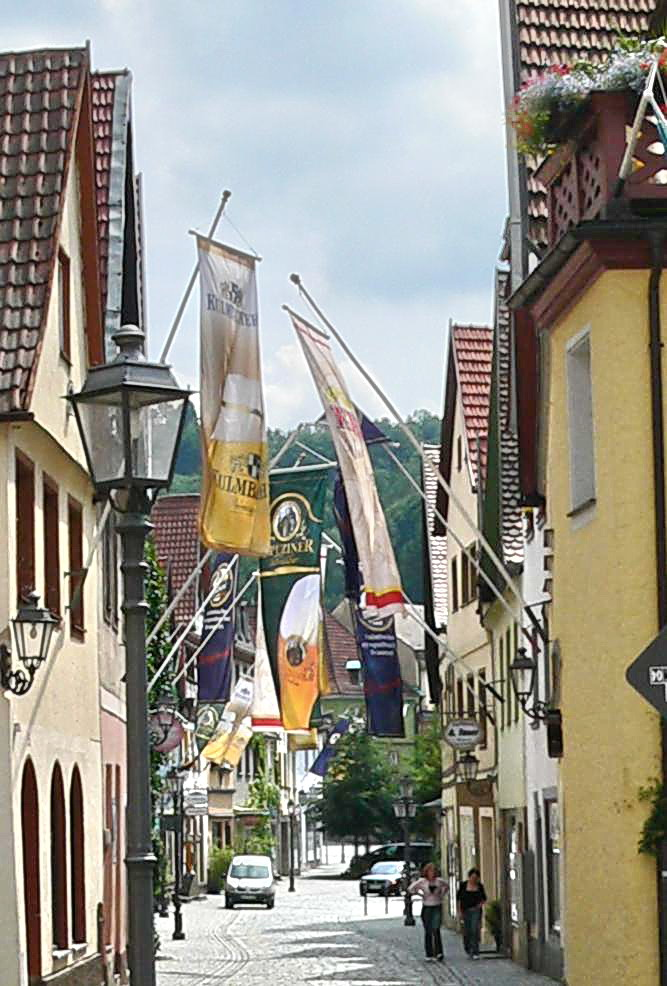
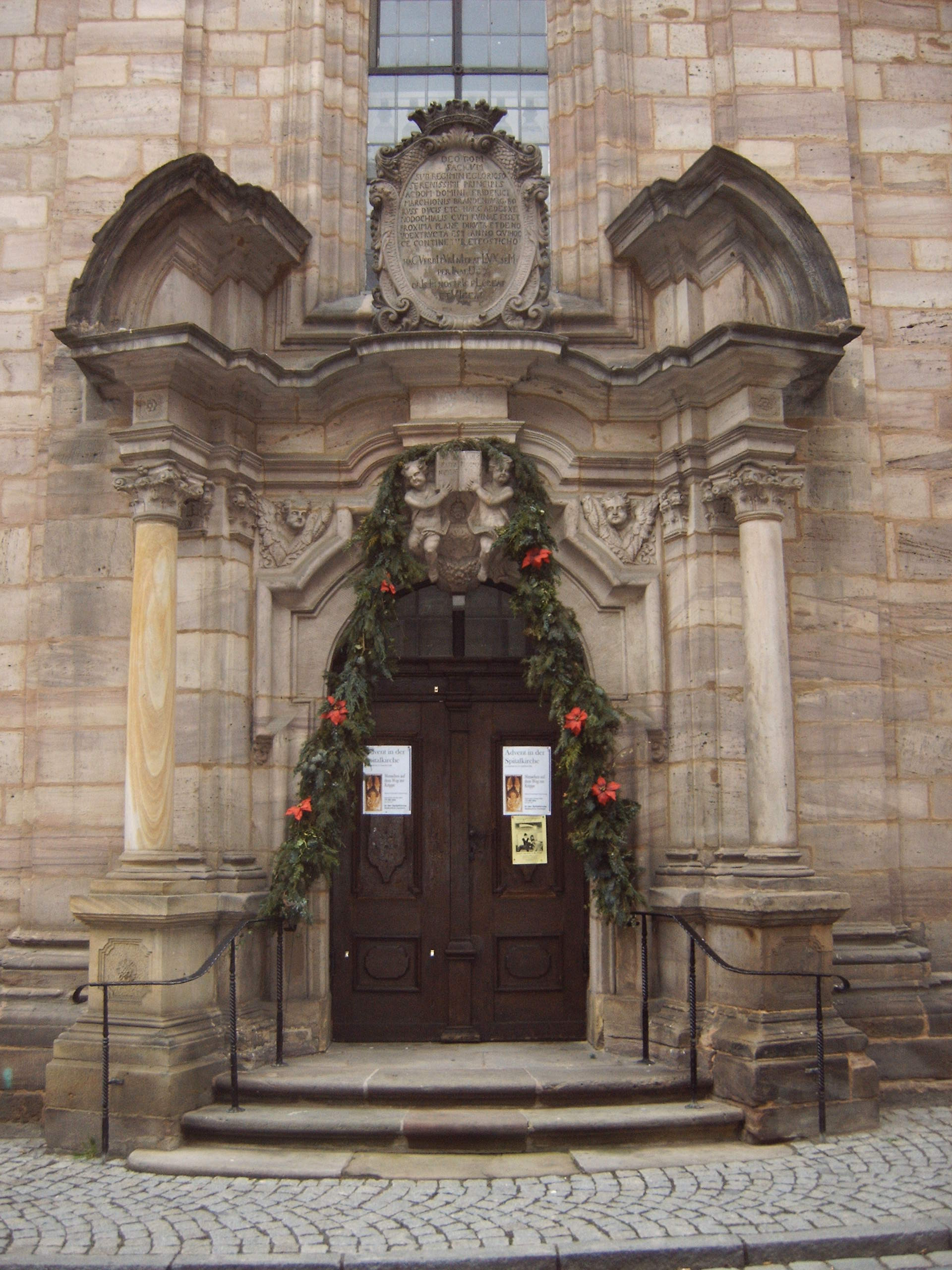